# Ugashik (rivière)
Pour les articles homonymes, voir Ugashik.
La rivière Ugashik est une rivière d'Alaska aux États-Unis, de 67 kilomètres de long. Elle prend sa source dans le lac Ugashik inférieur, dans la péninsule de l'Alaska, et se jette dans la baie d'Ugashik, dans la mer de Béring.

## Description
La rivière a deux affluents principaux, la rivière King Salmon et la rivière Dog Salmon, le confluent se trouvant près de son embouchure, dans la baie d'Ugashik. Elle est navigable jusqu'à la petite lagune à l'extérieur du lac inférieur Ugashik. Les rapides entre le lac et la lagune permettent la pêche au saumon gérée par l'Alaska Department of Fish and Game.
Elle héberge de nombreuses variétés de saumon, et est une des plus importantes routes de migration du saumon sockeye.

## Affluents
- King Salmon
- Dog Salmon